# Pjotr Kuzmitj Kozlov
Pjotr Kuzmitj Kozlov (ryska: Пётр Кузьми́ч Козло́в, Pjotr Kuz'mítj Kozlóv), född 1863, död 1935, var en rysk upptäcktsresande och överste. Han deltog i Nikolaj Przjevalskijs resor till Tibet och Gobi 1883—85, företog själv omfattande resor i Tibet och Mongoliet 1907—25, där han upptäckte ruinstaden Khara-Khoto.

## Källa
- Carlquist, Gunnar, red (1955). Svensk uppslagsbok.. Malmö: Svensk Uppslagsbok AB